# SK Lebeke-Alost
SK Lebeke-Alost est un club de football féminin belge situé à Alost dans la Province de Flandre-Orientale. Il fut fondé sous le nom SK Alost.

## Histoire
L'équipe féminine voit le jour au sein du SK Alost. En 1992-1993 l'équipe débute en 2e division. Elle joue régulièrement le milieu de tableau. À la fin des années 90, le SK Alost décolle. En 1997, elle se classe 2e, bis repetita en 1998 et 1999. En 2000, le club remporte sa série et monte en 1re division.

Au plus haut niveau, le club joue le milieu du classement. En 2002, le SK Alost fusionne avec le Sporting Lebeke. Le club s'appelle alors SK Lebeke-Alost. Ce fut immédiatement un succès de l’histoire du club, en 2002-2003, il devient champion national. 

Lebeke-Alost est qualifié pour la Coupe UEFA 2003-2004 mais déclare forfait. La même saison, c'est la descente en 2ème division avec une seule victoire et 225 buts encaissés. Lebeke-Aalst reste en 2e division pendant trois ans et arrête ses activités en 2007.

## Palmarès
- Champion de Belgique: 2003

### Bilan
- 1 titre

### Record
- 225: le plus grand nombre de buts encaissés (2003-2004)